# Ahora sí!! (álbum de La Escuelita)
Ahora sí!! es el álbum grabado en 1990 por La Escuelita, banda acompañante de Jaime Roos a fines de los ochenta y principios de los noventa. Fue editado por el sello Orfeo.

## Historia
En 1989 Jaime Roos armó una nueva banda acompañante para equiparar en vivo la calidad de sus grabaciones de estudio. En la agrupación sobresalía la presencia de Hugo Fattoruso, que luego de años en Brasil, pudo quedarse a vivir en Uruguay. Gustavo Etchenique y Rolando Fleitas pertenecían a la banda Repique, Popo Romano y Diego Ebbeler eran músicos jóvenes que Roos había escuchado tocar con Mariana Ingold, y Pablo Routin y Benjamín Medina ya habían cantado acompañando a Roos.
Jaime Roos eligió el nombre La Escuelita, inspirado en La Escuelita del Crimen, su agrupación favorita de humoristas de Carnaval.
La Escuelita grabó, acompañando a Roos, el álbum en vivo Esta noche, que registraba el espectáculo presentado en 1989 en el Café La Barraca. Debido a la buena química entre sus integrantes decidieron grabar su propio disco, que fue coproducido por Jaime Roos.

## Contenido
El álbum está compuesto por versiones y nuevas composiciones.
El primer lado abre con una versión de “La mandanga”, de Rubén Rada de su disco Adar Nebur (1984), cantada por Rolando Fleitas, y continúa con “Musa medusa”, compuesta por Jaime Roos y Jorge Galemire, con participación de Roos en voz solista. “La yapla mata” del disco La yapla mata (1985) es la segunda canción de Rada versionada. “O sambinha” es una composición instrumental de Hugo Fattoruso que también grabó para su álbum de ese mismo año Oriental y que regrabaría con el Trío Fattoruso en Brainstorming de 2002 y En vivo en Medio y Medio de 2005. El primer lado cierra con “Todos” de Eduardo Useta, perteneciente al primer álbum de Totem de 1971.
La primera canción del segundo lado es “Noche de las mascaritas”, una versión murguera de “Noite dos Mascarados" de Chico Buarque, con voz líder de Pablo Routin. “Llamada insólita” es el otro tema instrumental de Fattoruso en el disco, y que volvería a grabar para su álbum Hugo Fattoruso y Barrio Opa de 2018. “Mentiroso” es una canción compuesta por Jaime Roos y Gonzalo Moreira. “Definitivo” es un tema instrumental compuesto por Popo Romano. El álbum cierra con “Nombre de bienes”, canción de Eduardo Mateo, de su disco Cuerpo y alma (1984).
Ahora sí!! está dedicado a Eduardo Mateo, fallecido durante la grabación del álbum.

## Ediciones
El disco fue editado en 1990 en los formatos vinilo y casete por el sello Orfeo. En 2020 el sello Bizarro lo reeditó de forma digital, pero omitiendo una canción oculta, cantada solo a coro, que aparece al final del disco.

## Recepción
Rodrigo Guerra, en 2020, en su reseña del álbum para El País, se refirió al disco como “toda una joya para los amantes de la música uruguaya, especialmente del candombe beat”, y contó que Rubén Rada lo incluyó en su lista cuando El País le pidió que eligiera los mejores 50 discos de la música uruguaya.

## Lista de canciones
Lado A
1. Mandanga Dance (Rubén Rada)
2. Musa medua (Jaime Roos, Jorge Galemire)
3. La yapla mata (Rubén Rada, Ricardo Nolé)
4. O Sambinha (Hugo Fattoruso)
5. Todos (Eduardo Useta)

Lado B
1. Noche de las mascaritas (Chico Buarque)
2. Llamada insólita (HugoFattoruso)
3. Mentiroso (Jaime Roos, Gonzalo Moreira)
4. Definitivo (Popo Romano)
5. Nombre de bienes (Eduardo Mateo)

## Músicos
- Hugo Fattoruso: teclados y voz
- Rolando Fleitas: voz
- Pablo "Pinocho" Routin: voz
- Benjamín Medina: voz
- Gustavo "Cheche" Etchenique: batería
- Diego Ebbeler: teclados
- Popo Romano: bajo

Invitado especial:
- Jaime Roos: guitarra y voz

## Ficha técnica
- Tomas de sonido: Luis Restuccia
- Mezclas: La Escuelita, Jaime Roos, Luis Restuccia
- Grabado y mezclado en "la Grabadora" (ELVYSUR), Montevideo, Uruguay, entre abril y junio de 1990.
- Fotografía: Mario Marotta
- Diseño: Daniel Carbajal Solsona
- Gracias: "Nego" Haedo, Mario Marotta, Daniel Carbajal, Esteban Restuccia, Jaime Roos, Sylvia, Marcos Szpiro, Carlos Ghirighelli, "Garfield", Ricardo Yates, Roberto Galleti, Miguel Romano, Roberto Giordano.